# 尼乌波特
尼乌波特（荷蘭語：Nieuwpoort，荷蘭語發音：[ˈniupoːrt] ⓘ，法語發音：[njøpɔʁ]）是比利时弗拉芒大區西佛兰德省弗尔讷区的一座城市，北濒北海，通行荷蘭語，是弗拉芒社群的一部分，面积33.28平方千米，人口11,488人（2022年1月1日）。